# ヴァレリー・ジスカール・デスタン
ヴァレリー・マリー・ルネ・ジョルジュ・ジスカールデスタン（フランス語: Valéry Marie René Georges Giscard d'Estaing、フランス語発音: [valeʁi maʁi ʁəne ʒɔʁʒ ʒiskaʁ dɛstɛ̃]、1926年2月2日 - 2020年12月2日）は、フランスの政治家。1974年5月から1981年5月まで同国の大統領を務めた。

## 概要
1969年6月にジャック・シャバン＝デルマスとピエール・メスメルの両内閣で財務大臣を務めた後、1974年5月に実施された大統領選挙で社会党のフランソワ・ミッテランに50.8パーセントの得票率で勝利した。在任中は離婚・避妊・中絶などの社会問題に対してリベラルな態度を示し、国と大統領職の近代化を試みてTGVのような広範囲なインフラプロジェクトを立ち上げ、フランスの主要なエネルギー源としての原子力発電への依存度を高めた。1973年10月のエネルギー危機後の景気後退により、人気は低迷して第二次世界大戦後の「栄光の三十年間」の終わりを告げることになった。統一されたばかりのフランソワ・ミッテランの左翼側と、右翼側の野党路線でド・ゴール主義を復活させたジャック・シラクの台頭からの両側からの政治的な対立に直面した。1981年5月には高い支持率にもかかわらず、ミッテランとの対決で48.2パーセントの得票率で敗北した。
退任後は元大統領として憲法評議会の委員を務め、1986年3月から2004年4月までオーヴェルニュ地方議会議長を務めた。ヨーロッパ連合との関わりが深く、2002年2月に「欧州の未来に関する条約」の議長を務め、欧州憲法制定条約の起草に尽力した。2004年12月にセネガルのレオポール・セダール・サンゴール前大統領の後任として、アカデミー・フランセーズに選出された。94歳と304日を生きた史上最長寿の大統領となった。

## 略歴

### 生い立ち
1926年2月2日にドイツのコブレンツで、フランス人官吏エドモン・ジスカールデスタンの子として誕生した。父のエドモンは元々「ジスカール」が姓であった。エドモンはフランス植民地金融社を1949年にSOFFOという名前で改組した（当ページを参照）。ジスカール家は代々アフリカ植民地の利権を受け継いできた。
母は中世以来の貴族であるエスタン家出身であった。ところが、1922年に妻の実家であるエスタン家の男系が断絶してしまう。この頃のフランスでは革命当時と違って共和制を支持する貴族の家系に対しては、むしろ保護が与えられるべきとの考えが強まっていた。この為議会はエスタン家嫡流に近い女性を妻としていたエドモンに対してエスタン家の継承を要請し、これによって旧来の「ジスカール」に妻の実家である「エスタン」を重ね、以後「ジスカールデスタン」と名乗るようになったのである。ヴァレリーの誕生はその4年後の事である。母方において、ジスカールデスタンはサイクス・ピコ協定で著名な外交官フランソワ・ジョルジュ＝ピコの又甥であった。

### 青少年期・政界進出
一家はパリ8区フォーブール＝サントノレ通り71番地に居住した。ジスカールデスタンは青少年期に16区ポンプ通りの私立小学校 エコール・ジェルソンを経て、クレルモン＝フェランのリセ・ブレーズ＝パスカル、16区リセ・ジャンソン＝ド＝サイイ、5区リセ・ルイ＝ル＝グランCPGEと、いずれも名門校に学んだ。時はナチス・ドイツによるフランス占領時代、バカロレア資格を得た後同校CPGEに戻らずレジスタンス運動に身を置いた。第二次世界大戦後にパリのエコール・ポリテクニーク（理工科学校）と国立行政学院（ENA）に学んだ。
国立行政学院を卒業後に父と同様に財政監査総局勤務を経て、エドガール・フォール首相の許で政策スタッフとなる。1956年1月に実施された総選挙でアントワーヌ・ピネー率いる独立農民派（CNI）から国会議員に当選し、第五共和政の成立でピネーが経済財務相として入閣すると、金融担当の秘書官となった。
1962年1月にミシェル・ドブレ内閣の改造人事で経済財政相として初入閣した。この時ヨーロッパ政策をめぐって独立農民派主流と対立して同党を脱退し、新たに独立共和派（RI）を結成した。ジョルジュ・ポンピドゥー内閣でも閣内に留まったものの、1966年1月に解任された。それでも与党傍流として活動を続け、1969年6月から1974年5月まで再度経済財務大臣を務めた。
1974年4月に大統領だったポンピドゥーが急死すると、ドゴール派主流のジャック・シャバン＝デルマスに対抗して、同年5月に実施される大統領選挙に出馬した。独立共和派は元より、中道派野党の急進社会党や民主中道派・民主進歩中道派、更にはドゴール派の中でもシャバン＝デルマスと対立していたジャック・シラクの支持まで取り付け、第1回投票では左翼統一候補だったフランソワ・ミッテランに後れを取ったものの、シャバン＝デルマスを上回る得票を獲得した。そして決選投票でミッテランを破り、大統領に当選した。

### 大統領

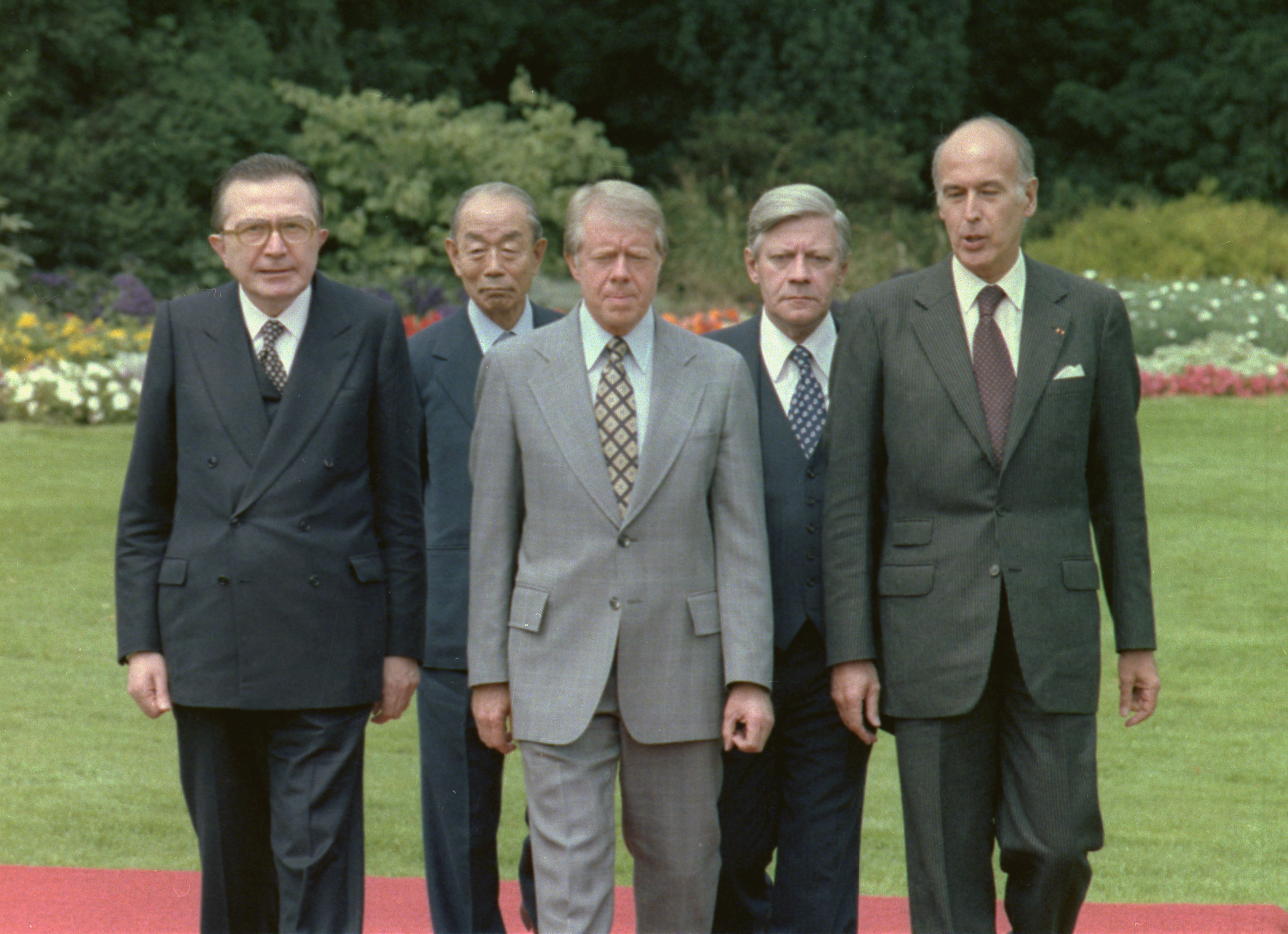
ボンサミットにて（1978年7月16日）

1974年5月に大統領に就任した。48歳での大統領就任は当時のフランスでは3番目の若さであった。1981年5月までの7年間に渡って同職を務めた。
外交上の代表的な業績としては、大統領在任中にサミット（先進国首脳会議）を西ドイツ・イタリア・日本・アメリカなどの西側主要各国の首脳に提案し、1975年11月にイル＝ド＝フランス地域圏のイヴリーヌ県ランブイエで第1回サミットを開催に導いたことが挙げられる。
このサミットにおいて、1970年代に西側諸国を襲った石油危機への対応などが話し合われて一定の成果を収めた他、冷戦下において西側先進国の結束を高めることに貢献したことや、石油危機以外にも経済面・金融面から一定の成果を収めたことなどから、その後も現在に至るまでサミットが毎年開催されることとなっている。
内政においては参政権の21歳から18歳への引き下げ・TGV建設の推進などを行った。また、大統領与党として1978年2月に中道右派政党の民主連合を結成したが、一方でシラクの離反を招いて次の大統領選挙で社会党のフランソワ・ミッテランに敗北して大統領を退任した。
ところで、中央アフリカ帝国のボカサ1世は旧宗主国のフランスから支持・援助を取り付けるため、当時の大統領だったジスカールデスタンに莫大な贈賄工作をしたことを後に告白している。その工作が功を奏したためか、フランスからは皇帝として承認されて経済支援を受けることに成功した。その後ボカサはクーデターによって政権を追われるとフランスに亡命し、ジスカールデスタンに働きかけて政権奪還の支援を要請したが、色良い返事を得ることができなかった。業を煮やしたボカサはジスカールデスタンへの贈賄工作を暴露する。このことによりジスカールデスタンの人気は急落し、選挙でミッテランに敗北する一因となった。

### 大統領退任後
大統領の座から去った1981年以降、パリ16区ロンシャン通り界隈に居住した。回顧録を出版して高い評価を得るなど、社会党政権下での中道右派の論客として存在感を示すと共に、主に外交面でその手腕を発揮した。また、2003年12月にアカデミー・フランセーズの会員に選出された。2015年11月に西ドイツのヘルムート・シュミット元首相が死去してからは、第1回サミットに参加した首脳で最後の存命者だった。また彼が退任した時点で、前任者以前の大統領経験者が全て故人になっていたことと、ミッテランの後任であるジャック・シラク以降の大統領が全てジスカール・デスタンより後に誕生していることから、1996年1月8日に後任のミッテランが死去してからは最年長かつ最古参の大統領経験者となった。
2002年2月に設置された「欧州の将来に関する協議会」の議長に推され、2004年のヨーロッパ連合拡大を前に、ヨーロッパ連合の将来像に関する諸国間の協議をまとめ、また欧州憲法条約の起草を担うなどの重責を果たしたが、一方でヨーロッパ大統領制・ヨーロッパ合衆国を提唱し、東ヨーロッパへの性急なヨーロッパ連合拡大やトルコのヨーロッパ連合加盟の可能性について批判したことで物議を醸したといわれている。
2018年12月18日に自身の事務所で西ドイツのヘルムート・シュミット元首相に関する取材に応じ、記念写真撮影の際にドイツ人女性記者の腰を数回撫で回したとして2020年3月10日に被害者の女性よりフランス検察に告訴された。検察側は5月11日に捜査を開始したことを公表したが、事務所は本人には記憶が無いとコメントした。
2020年9月14日にパリ市内の病院に入院した。肺の感染症と診断されたが新型コロナウイルス感染症には罹患しておらず、集中治療室で治療を受け9月17日に退院した。しかし11月15日にフランス中部のトゥールの病院に再入院。12月2日、新型コロナウイルス感染症のためロワール＝エ＝シェール県オートンにある自宅にて94歳で死去した。

## 家族
1952年12月にアンヌ・ド・ブランテスと結婚し、4人の子供が誕生した。